# Cisco Suárez
Francisco "Cisco" Suárez es un productor/director independiente. Suárez es un galardonado productor de algunos de los más importantes eventos en vivo para hispanos, incluida la ceremonia anual de los premios Latin GRAMMY®, del Premio Lo Nuestro y de Premios Juventud , además de producciones especiales como la búsqueda del mejor grupo de muchachos latinos del 2015, “La Banda”.
Cisco ha estado a cargo de la producción de una sucesión ininterrumpida de especiales prestigiosos, repletos de estrellas y con los niveles más altos de sintonía en la televisión hispana en los Estados Unidos, muchos de ellos también difundidos a audiencias en todo el mundo. 
Cisco se incorporó a UCI en 1993 como director de desarrollo de proyectos de la Cadena Univisión. Después, en el año 2001, fue nombrado vicepresidente y director de operaciones de la segunda cadena de difusión de la empresa, ahora llamada UniMás. 
Antes de UCI, Suárez trabajó cinco años en la Cadena Telemundo, como productor ejecutivo principal/director creativo a cargo de todos los eventos especiales de la cadena y todos los aspectos creativos de nuevos programas. Anteriormente, fue productor ejecutivo/director de “Mundo Latino”, un programa diario y en vivo de cuatro horas con segmentos desde Los Ángeles, Nueva York, Washington y Miami para Spanish International Network (SIN), la precursora de la actual Cadena Univisión. Su carrera también incluye cargos previos como productor/director de la estación WTVJ en Miami, afiliada a CBS, y director principal de WPTV, estación afiliada a NBC.
Durante toda su carrera, Suárez ha recibido muchos premios y galardones del sector, incluidos el Emmy, A.C.E., A.C.C.A., O.T.T.O., Hard’s Club al productor del año y Ondas, el más alto reconocimiento de la televisión europea.

## Conciertos

### Miami
Placido Domingo – Paloma San Basilio
Bee Gees – Orange Bowl
Celia Cruz – Miami Arena
José Feliciano – Concierto día de San Valentín 

### Puerto Rico
Chayanne – Bellas Artes

### Chile
Emmanuel
Roberto Carlos

### Dominican Republic
Julio Iglesias

## Premios
Varios Emmy Awards, Emmy Nominations, ACE New York Awards, O.T.T.O., Premio Ondas, A.C.C.A.. Awards Hard's Club Award como productor.